# Auslandswahlbezirk (Camera dei deputati)
Der Auslandswahlbezirk ist ein Wahlbezirk (circoscrizione elettorale) für die italienische Abgeordnetenkammer (seit 2003).

## Wahlergebnisse

### Wahl 2006
| Listen                   | Listen                                       | Stimmen   | %    | Mandate |
| ------------------------ | -------------------------------------------- | --------- | ---- | ------- |
|                          | L’Unione                                     | 421.414   | 43,4 | 6       |
|                          | Forza Italia                                 | 202.536   | 20,9 | 3       |
|                          | Associazioni Italiane in Sud America         | 99.817    | 10,3 | 1       |
|                          | Per l’Italia nel Mondo                       | 72.105    | 7,4  | 1       |
|                          | Unione di Centro                             | 66.456    | 6,8  | –       |
|                          | Italia dei Valori                            | 27.432    | 2,8  | –       |
|                          | Lega Nord – Movimento per l’Autonomia        | 20.211    | 2,1  | –       |
|                          | Unione Sudamericana Emigrati Italiani        | 14.205    | 1,5  | –       |
|                          | Partito degli Italiani nel Mondo             | 11.250    | 1,2  | –       |
|                          | L’Altra Sicilia per il Sud                   | 10.867    | 1,1  | –       |
|                          | Popolari UDEUR                               | 9.721     | 1,0  | –       |
|                          | Alternativa Sociale                          | 7.030     | 0,7  | –       |
|                          | Alternativa Indipendente Italiani all’Estero | 3.732     | 0,4  | –       |
|                          | Amare l’Italia                               | 3.179     | 0,3  | –       |
|                          | Fiamma Tricolore                             | 1.197     | 0,1  | –       |
| Gesamt                   | Gesamt                                       | 971.152   | 100  | 12      |
|                          |                                              |           |      |         |
| Ungültige Stimmen        | Ungültige Stimmen                            | 82.712    | 7,8  |         |
| Wähler                   | Wähler                                       | 1.053.864 | 38,9 |         |
| Wahlberechtigte          | Wahlberechtigte                              | 2.707.382 |      |         |
|                          |                                              |           |      |         |
| Quelle: Innenministerium |                                              |           |      |         |

### Wahl 2008
| Listen                   | Listen                                    | Stimmen   | %    | Mandate |
| ------------------------ | ----------------------------------------- | --------- | ---- | ------- |
|                          | Partito Democratico                       | 338.954   | 32,5 | 6       |
|                          | Il Popolo della Libertà                   | 322.437   | 30,9 | 4       |
|                          | Unione di Centro                          | 88.017    | 8,4  | –       |
|                          | Movimento Associativo Italiani all’Estero | 86.970    | 8,3  | 1       |
|                          | Associazioni Italiane in Sud America      | 64.325    | 6,2  | –       |
|                          | Italia dei Valori                         | 42.149    | 4,0  | 1       |
|                          | Partito Socialista                        | 32.513    | 3,1  | –       |
|                          | La Sinistra l’Arcobaleno                  | 28.495    | 2,7  | –       |
|                          | La Destra – Fiamma Tricolore              | 14.974    | 1,4  | –       |
|                          | L’Altra Sicilia per il Sud                | 9.251     | 0,9  | –       |
|                          | Sinistra Critica                          | 6.062     | 0,6  | –       |
|                          | Consumatori Civici Italiani               | 4.878     | 0,5  | –       |
|                          | Valori e Futuro                           | 4.493     | 0,4  | –       |
| Gesamt                   | Gesamt                                    | 1.043.518 | 100  | 12      |
|                          |                                           |           |      |         |
| Ungültige Stimmen        | Ungültige Stimmen                         | 111.893   | 9,7  |         |
| Wähler                   | Wähler                                    | 1.155.411 | 39,5 |         |
| Wahlberechtigte          | Wahlberechtigte                           | 2.924.178 |      |         |
|                          |                                           |           |      |         |
| Quelle: Innenministerium |                                           |           |      |         |

### Wahl 2013
| Listen                   | Listen                                    | Stimmen   | %    | Mandate |
| ------------------------ | ----------------------------------------- | --------- | ---- | ------- |
|                          | Partito Democratico                       | 287.975   | 29,3 | 5       |
|                          | Con Monti per l’Italia (SC – UDC – FLI)   | 181.041   | 18,4 | 2       |
|                          | Il Popolo della Libertà                   | 145.751   | 14,8 | 1       |
|                          | Movimento Associativo Italiani all’Estero | 140.868   | 14,3 | 2       |
|                          | Movimento 5 Stelle                        | 95.173    | 9,7  | 1       |
|                          | Unione Sudamericana Emigrati Italiani     | 43.918    | 4,5  | 1       |
|                          | Italiani per la Libertà                   | 22.348    | 2,3  | –       |
|                          | Sinistra Ecologia Libertà                 | 17.434    | 1,8  | –       |
|                          | Rivoluzione Civile                        | 16.033    | 1,6  | –       |
|                          | Unione Italiani in Sudamerica             | 11.330    | 1,2  | –       |
|                          | Fare per Fermare il Declino               | 10.195    | 1,0  | –       |
|                          | Partito Comunista                         | 6.977     | 0,7  | –       |
|                          | Insieme per gli Italiani                  | 3.838     | 0,4  | –       |
| Gesamt                   | Gesamt                                    | 982.881   | 100  | 12      |
|                          |                                           |           |      |         |
| Ungültige Stimmen        | Ungültige Stimmen                         | 121.108   | 11,0 |         |
| Wähler                   | Wähler                                    | 1.103.989 | 31,6 |         |
| Wahlberechtigte          | Wahlberechtigte                           | 3.494.687 |      |         |
|                          |                                           |           |      |         |
| Quelle: Innenministerium |                                           |           |      |         |

### Wahl 2018
| Listen                   | Listen                                    | Stimmen   | %    | Mandate |
| ------------------------ | ----------------------------------------- | --------- | ---- | ------- |
|                          | Partito Democratico                       | 297.153   | 26,5 | 5       |
|                          | Lega – Forza Italia – Fratelli d’Italia   | 240.702   | 21,4 | 3       |
|                          | Movimento 5 Stelle                        | 197.346   | 17,6 | 1       |
|                          | Movimento Associativo Italiani all’Estero | 107.236   | 9,5  | 1       |
|                          | Unione Sudamericana Emigrati Italiani     | 68.291    | 6,1  | 1       |
|                          | Liberi e Uguali                           | 64.523    | 5,7  | –       |
|                          | +Europa                                   | 64.350    | 5,7  | 1       |
|                          | Civica Popolare                           | 32.071    | 2,9  | –       |
|                          | Unione Tricolore America Latina           | 25.555    | 2,3  | –       |
|                          | Noi con l’Italia – UDC                    | 12.396    | 1,1  | –       |
|                          | Movimento delle Libertà                   | 10.590    | 0,9  | –       |
|                          | Partito Repubblicano Italiano – ALA       | 2.270     | 0,2  | –       |
|                          | Free Flights to Italy                     | 946       | 0,1  | –       |
| Gesamt                   | Gesamt                                    | 1.123.429 | 100  | 12      |
|                          |                                           |           |      |         |
| Ungültige Stimmen        | Ungültige Stimmen                         | 138.993   | 11,0 |         |
| Wähler                   | Wähler                                    | 1.262.422 | 29,8 |         |
| Wahlberechtigte          | Wahlberechtigte                           | 4.230.854 |      |         |
|                          |                                           |           |      |         |
| Quelle: Innenministerium |                                           |           |      |         |

### Wahl 2022
| Listen                   | Listen                                                  | Stimmen   | %    | Mandate |
| ------------------------ | ------------------------------------------------------- | --------- | ---- | ------- |
|                          | Partito Democratico – Italia Democratica e Progressista | 306.105   | 28,2 | 4       |
|                          | Lega – Forza Italia – Fratelli d’Italia                 | 282.636   | 26,0 | 2       |
|                          | Movimento Associativo Italiani all’Estero               | 141.440   | 13,0 | 1       |
|                          | Movimento 5 Stelle                                      | 93.219    | 8,6  | 1       |
|                          | Unione Sudamericana Emigrati Italiani                   | 73.389    | 6,8  | –       |
|                          | Azione – Italia Viva                                    | 60.456    | 5,6  | –       |
|                          | Alleanza Verdi e Sinistra                               | 52.962    | 4,9  | –       |
|                          | +Europa                                                 | 29.947    | 2,8  | –       |
|                          | Movimento delle Libertà                                 | 18.348    | 1,7  | –       |
|                          | L’Italia del Meridione                                  | 15.442    | 1,4  | –       |
|                          | Impegno Civico – Centro Democratico                     | 11.608    | 1,1  | –       |
| Gesamt                   | Gesamt                                                  | 1.085.552 | 100  | 8       |
|                          |                                                         |           |      |         |
| Ungültige Stimmen        | Ungültige Stimmen                                       | 164.929   | 13,2 |         |
| Wähler                   | Wähler                                                  | 1.250.481 | 26,4 |         |
| Wahlberechtigte          | Wahlberechtigte                                         | 4.743.980 |      |         |
|                          |                                                         |           |      |         |
| Quelle: Innenministerium |                                                         |           |      |         |